# Півперетинчастий м'яз
Півперети́нчастий м'яз (лат. musculus semimembranosus) — м'яз стегна задньої групи.
Розташовується по медіальному краю задньої поверхні стегна. Зовнішній край м'яза прикритий півсухожилковим м'язом, який залишає відбиток у вигляді поздовжньої широкої борозни. Внутрішній край вільний.
Починається від сідничного горба. Прямуючи донизу, він переходить в плоске сухожилля, яке потім звужується. Воно огинає медіальний надвиросток і направляється до медіальної поверхні великогомілкової кістки. У цьому місці сухожилля стає ширше і розділяється на три пучки. Внутрішній пучок розташовується горизонтально, закінчується на медіальному виросткові великогомілкової кістки, середній пучок також досягає медіального виростка, переходячи у фасцію, що покриває підколінний м'яз; зовнішній пучок, підходячи до капсули колінного суглоба, переходить у колінну зв'язку. Пучки сухожилка м'яза мають назву глибокої гусячої лапки (pes anserinus profundus); вона лежить глибше поверхневої гусячої лапки.
Оскільки м'язи задньої групи м'язів стегна перекидаються через два суглоби, то при фіксованому тазі вони, діючи разом, згинають гомілку в колінному суглобі, розгинають стегно, а при фіксованій гомілці здійснюють розгинання тулуба разом із великим сідничним м'язом. Коли коліно зігнуте, ті ж м'язи здійснюють обертання гомілки, скорочуючись окремо на тій чи іншій стороні. Півперетинчастий м'яз обертає гомілку досередини